# فيني دل نيغرو
فيني دل نيغرو (بالإيطالية: Vinny Del Negro)‏ مواليد 9 أغسطس 1966 في سبرينغفيلد، هو مدرب كرة سلة إيطالي ولاعب سابق. بدأ مسيرته الاحترافية في سنة 1988. تم اختياره من قبل فريق سكرامنتو كينغز خلال الدرافت. يبلغ طوله 6 قدم 4 بوصة (1.9 م). اعتزل اللعب في 2001. أحرز خلال مسيرته في الإن بي إيه 7038 نقطة بمعدل 9.1 نقاط في المباراة الواحدة.

## المسيرة الاحترافية
لعب مع سكرامنتو كينغز من سنة 1988 إلى 1990، ثم لعب مع تريفيزو لكرة السلة في الدوري الإيطالي من سنة 1990 إلى 1992، ثم لعب مع سان أنطونيو سبرز من سنة 1992 إلى 1998، ثم لعب مع فورتيتودو بولونيا في الدوري الإيطالي في سنة 1999، ثم لعب مع ميلووكي باكز من سنة 1998 إلى 2000، ثم لعب مع غولدن ستايت ووريورز في موسم 2000–2001، ثم لعب مع فينيكس صنز في سنة 2001.

## إحصائيات المسيرة
| الفريق            | السنة   | G   | W   | L   | W–L% | النهاية | PG | PW | PL | PW–L% | النتيجة                  |
| ----------------- | ------- | --- | --- | --- | ---- | ------- | -- | -- | -- | ----- | ------------------------ |
| شيكاغو بولز       | 2008–09 | 82  | 41  | 41  | .500 | 2       | 7  | 3  | 4  | .429  | خسر في الجولة الأولى     |
| شيكاغو بولز       | 2009–10 | 82  | 41  | 41  | .500 | 3       | 5  | 1  | 4  | .200  | خسر في الجولة الأولى     |
| لوس أنجلوس كليبرز | 2010–11 | 82  | 32  | 50  | .390 | 4       | —  | —  | —  | —     | غاب عن الأدوار الإقصائية |
| لوس أنجلوس كليبرز | 2011–12 | 66  | 40  | 26  | .606 | 2       | 11 | 4  | 7  | .364  | خسر في نصف نهائي القسم   |
| لوس أنجلوس كليبرز | 2012–13 | 82  | 56  | 26  | .683 | 1       | 6  | 2  | 4  | .333  | خسر في الجولة الأولى     |
| المسيرة           |         | 394 | 210 | 184 | .533 |         | 29 | 10 | 19 | .345  |                          |

## روابط خارجية
- فيني دل نيغرو على موقع إن بي أي (الإنجليزية)
- فيني دل نيغرو على موقع سبورتس رفرنس (الإنجليزية)
- فيني دل نيغرو على موقع كرة السلة الأوروبية.كوم (الإنجليزية)
- فيني دل نيغرو على موقع كلية كرة السلة في سبورتس رفرنس.كوم (الإنجليزية)
- فيني دل نيغرو على موقع ريلجم (الإنجليزية)
- فيني دل نيغرو على موقع بروبوليرز (الإنجليزية)
- فيني دل نيغرو على موقع سبورتس رفرنس (الإنجليزية)
- فيني دل نيغرو على موقع سبورتس رفرنس (الإنجليزية)